# Lorenzo Nista
Lorenzo Nista (né le 21 janvier 1993 à Livourne) est un escrimeur italien, spécialiste du fleuret.

## Biographie
Il remporte la médaille de bronze par équipes lors des Championnats d'Europe d'escrime 2017 à Tbilissi.
C'est le fils du footballeur Alessandro Nista.